# 그란벨름
《그란벨름》(일본어: グランベルム)은 Nexus가 제작한 일본의 애니메이션이다. 2019년 7월부터 마이니치 방송에서 방영 중이다.
라이트노벨인 《Re: 제로부터 시작하는 이세계 생활》의 일러스트 오오츠카 신이치로와 제작진들이 구성된 형태를 취하된 애니메이션이다. 나레이션은 토비타 노부오가 맡았다.

## 줄거리
먼 옛날, 세상에 있는 마력이 사라지면서 사람들을 풍요롭게 해주던 마법은 역사에서 사라졌다. 시간이 지나고 현대. 흔히 볼 수 있는 평범한 고등학생, 코니하타 만게츠와 역사에 농락당하던 소녀 신게츠 에르네스타 후카미. 유난히 달이 크게 보이던 만월의 밤에 두 사람은 만난다. 잃어버린 마력과 마법인형 알마녹스. 그리고 세계의 비밀을 알게 된 소녀는 결의한다.